# Forvaltningsret
Forvaltningsret et offentligretligt retsområde. Forvaltningsret vedrører det retlige forhold mellem offentlige myndigheder og borgere. Det retlige forhold mellem myndighed og borger er blandt andet reguleret af en række forvaltningsretlige sagsbehandlingsregler, som findes i love og andre retskilder. Disse love tildeler typisk borgeren nogle rettigheder, mens den offentlige myndigheder har pligt til at sikre borgerens rettigheder.

## Discipliner
Forvaltningsret består af flere discipliner; der er den centrale statsforvaltningsret; og den lokale kommunalforvaltningsret, der ofte blot betegnes kommunalret. Forvaltningsret kan yderligere opdeles i underdiscipliner: socialret, skatteret, og miljøret; foruden dele af landbrugsret. Indenfor disse underdiscipliner anvendes navnlig de specielle love (se nedenfor). EU-ret påvirker i stigende grad dansk forvaltningsret.

## Love

### Relevante generelle love
- Forvaltningsloven (forkortet: FVL)[12] er den vigtigste retskilde, som giver borgeren et minimum af beskyttede rettigheder.[13] FVL udgør lex generalis.[14]

FVL lovfæster en række principper for god forvaltning. Men principperne kan sagtens gælde, hvor FVL ikke gælder, jf. FOB 2014-11. FVL lovfæster bl.a. regler om tavshedspligt, en parts ret til aktindsigt samt at afgørelsen skal ledsages af klagevejledning og begrundelse. Begrundelse er især vigtig for en skriftlig afgørelse, jf. FVL § 22.
Lex specialis omfatter bl.a.:
- Offentlighedsloven[17]
- Databeskyttelsesloven[18] og Databeskyttelsesforordningen (GDPR)[19]
- Ombudsmandsloven,[20] af hvis § 21 kravet om god forvaltningsskik kan udledes.[21]
- Retssikkerhedsloven[22] (også kaldet tvangsindgrebsloven)[23]
- Lov om retssikkerhed og administration på det sociale område[24]
- Serviceloven[25] (også kaldet lov om social service)
- Planloven[26]
- Kommunestyrelsesloven[27]
- Lov om forpligtende kommunale samarbejder[28]
- Regionsloven[29]
- Kommuners og regioners opgaveudførelseslov[30]
- Borgerservicecenterloven[31]
- Lov om videreanvendelse af den offentlige sektors informationer (PSI-loven)[32]

Hertil kommer flere specielle love, som kan trumfe en eller flere af ovennævnte generelle love.

### Mere specielle love
- Sundhedsloven[35]
- Miljøbeskyttelsesloven[36]
- Miljøoplysningsloven[37]
- Jordforureningsloven[38]
- Landbrugsloven[39] & Lov om drift af landbrugsjorder[40] & Landbrugsstøtteloven[41]
- Boligstøtteloven[42]
- Byggeloven[43]
- Sommerhusloven[44]
- Lov om udstykning og anden registrering i matriklen[45]
- Lov om byfornyelse og udvikling af byer[46]
- Vejloven[47]
- Lov om færgefart[48]
- Dagtilbudsloven[49]
- Lov om social pension[50] (har afløst pensionsloven)
- Lov om sygedagpenge[51]
- Lov om organisering og understøttelse af beskæftigelsesindsatsen m.v.[52]
- Lov om ændring af lov om organisering og understøttelse af beskæftigelsesindsatsen og ændring af flere andre love[53]
- Lov om arbejdsskadesikring[54]
- Lov om aktiv socialpolitik[55]
- Lov om tjenestemænd[56] (har afløst tjenestemandsloven)
- Funktionærloven[57]
- Ferieloven[58]
- Lov om kommuners og regioners anvendelse af fast ejendom og løsøre til brug for reklamering for andre[59]
- Lov om kommuners og regioners udførelse af opgaver for andre offentlige myndigheder og kommuners og regioners deltagelse i selskaber[60]
- Lov om undersøgelseskommissioner og granskningskommissioner[61]

FVL anvendes, hvor en forvaltningsmyndighed træffer en afgørelse; jf. FVL § 2, stk. 1. Hvorimod faktisk forvaltningsvirksomhed ikke er omfattet af FVL.

## Principper og retsgrundsætninger
Foruden de nævnte love findes nogle bærende principper i dansk forvaltningsret er retsgrundsætninger. En forvaltningsretlig retsgrundsætning gælder "på lovs niveau i den retlige trinfølge", så kun en lov tilsidesætte en forvaltningsretlig retsgrundsætning.
Blandt de vigtigste retsgrundsætninger er:
- Hjemmelskravet (legalitetsprincippet[66]), dvs. at enhver forvaltningsretlig afgørelse – i den sidste ende – skal have hjemmel i en lov.[67] (Når en myndighed træffer en konkret afgørelse kan det ske efter en instruks, der er udstedt med hjemmel i en lov).
- Princippet om god forvaltningsskik,[21] der blandt andet forpligter myndigheden til at udføre en hurtig sagsbehandling, at optræde høfligt og hensynsfuldt overfor borgeren samt at formulere breve i et forståeligt sprog. Princippet er især udviklet på baggrund af Folketingets ombudsmands udtalelser eller beretninger (FOB). Kravet om god forvaltningsskik kan udledes af Ombudsmandsloven § 21.[21] Den offentlige forvaltning er “flere gange [...] ifaldet ansvar for langsommelig sagsbehandling og for meddelelse af fejlagtige oplysninger”.[68]
- Officialmaksimen (også kaldet undersøgelsesprincippet eller officialprincippet[69] eller sagsoplysningskravet) betyder, at en myndighed selv er ansvarlig for at fremskaffe de oplysninger, der er nødvendige for at træffe en afgørelse.[66]
- Inhabilitet, der betyder at der ikke i den forvaltningsmæssige behandling af en sag må deltage personer der har personlige interesser i afgørelsen. Denne retsgrundsætning gælder ved siden af FVL §§ 3 - 6 om inhabilitet (FVL kapitel 2).[70]
- Magtfordrejningsprincippet[66] betyder, at en myndighed ikke må tage usaglige hensyn i behandlingen af en sag. Denne retsgrundsætning kaldes også krav om saglig forvaltning.[70]
- Princippet om ret til aktindsigt. Retten for parten i en sag, der behandles af en offentlig myndighed, at blive bekendt med dokumenterne i sagen. Ret til partsaktindsigt er lovfæstet i FVL § 9 (kapitel 4).
- Princip om partshøring, jf. FVL § 19.
- Princip om tavshedspligt, som bl.a. indebærer at en myndighed ikke må videregive visse personlige oplysninger til anden myndighed. Denne retsgrundsætning er kodificeret i FVL § 27.
- Forvaltningsmyndighedens notatpligt er lovfæstet i offentlighedsloven § 13.
- Proportionalitetsgrundsætningen[66] kendes også fra strafferetten og EU-ret. Proportionalitetsgrundsætningen formulerer en pligt at vælge det mindst mulige indgreb til at opnå indgrebet formål.[71]
- "Pligtmæssigt skøn" betegnes også "forbud mod skøn under regel".[72]
- Ifølge lighedsgrundsætningen skal to ens forhold bedømmes lige.[73]
- Hurtighedsprincippet er nævnt i retssikkerhedslovens § 3.[74] Hurtighedsprincippet synes at følge af kravet om god forvaltningsskik; en uforholdsmæssigt lang sagsbehandlingstid kan sidestilles med et afslag.[75] Hurtighedsprincippet forpligter myndigheden til at offentliggøre sagsbehandlingstider, typisk på sin hjemmeside.[76] Hurtighedsprincippet stiller det krav til en forvaltningsmyndighed, at myndigheden træffer afgørelse i en sag hurtigst muligt.[77]

Der findes to specialitetspricipper: det organisatoriske og det materielle. Det organisatoriske specialitetsprincip rummer krav om, at hver forvaltningsgren holder sig til sin kompetence, fx miljø kontra sundhed. Det materielle specialitetsprincip indeholder krav om, at myndigheden ikke må sammenblande lovregler fra to områder, der begge hører under myndighedens kompetenceområde.

## Forvaltningsretlige retssædvaner
En forvaltningsretlig retssædvane gælder på lovs niveau i den retlige trinfølge.
Ifølge en retssædvane gælder der som hovedregel adgang til at klage over en forvaltningsmyndigheds afgørelse til en højere myndighed endda uden lovhjemmel; men der findes en lang række undtagelser fra denne hovedregel især efter kommunalreformen i 2007.
Det følger af retssædvane, at der er adgang til administrativ rekurs ved at klage over en forvaltningsmyndigheds afgørelse til en højere myndighed og i sidste instants til ministeren.
Ifølge en retssædvane skal en afgørelse kundgøres for adressaten for at få retsvirkninger.

## Andre retskilder, som er bindende for den offentlige myndighed
- Relevant retspraksis (præcedens)
- Folketingets Ombudsmands Beretninger (FOB)[82]

## Den retlige trinfølge af interne dokumenter
Foruden retskildehierarkiet findes også den retlige trinfølge. Den retlige trinfølge udspringer af legalitetsprincippet.
Den retlige trinfølge består af tekster, der tydeligt udspænder et hierarki:
- Grundloven er den højest rangerende retskilde[86] og er bindende for både borger og forvaltningen.
- Almindelig lov er bindende for både borger og forvaltningen.
- Bekendtgørelse (også kaldet anordning) er ofte udstedt af en minister og er bindende for både borger og forvaltningen.
- Cirkulære (også kaldet tjenestebefaling[87] og instruks)
- Planer (lokalplan, som er bindende for både borger og den offentlige myndighed, og kommuneplan, som kun er bindende for den offentlige myndighed)
- Vejledning

Hertil kommer anstaltsforhold (lokale regler, fx på et bibliotek eller i en svømmehal)
Endelig er interne regler o.l. relevante for en forvaltningsmyndighed
- Interne regler
- egen administrativ praksis

## Forvaltningsretlig udfyldning
Til den forvaltningsretlige anvendelse af juridisk metode hører ekstra aspekter i form af udfyldning. Den offentlige forvaltningsmyndig anvender både fortolkning og udfyldning af regler. Udfyldning er især relevant ved upræcise eller vage eller elastiske lovbestemmelser. Udfyldning er påkrævet ved uklare bestemmelser. Det ekstra aspekt er nødvendigt for at nå frem til en forvaltningsafgørelse.